# Khwae Noi
Ne doit pas être confondu avec Kwaï.
La Khwae Noi (thaï แควน้อย) est une rivière du nord de la Thaïlande. Son nom est identique à celui d'une rivière de l'Ouest du pays, plus connue en français comme la "Rivière Kwaï" : Khwae (thaï แคว) signifie affluent, noi (thaï น้อย) signifie petit. La Khwae Noi est un "petit affluent" de la Nan, une des deux rivières à l'origine du fleuve Chao Phraya.

## Géographie
La Khwae Noi prend sa source dans les montagnes du district de Chat Trakan, dans la province de Phitsanulok, à l'intérieur du Parc National de Namtok Chat Trakan. Elle traverse les terres agricoles du district, puis les districts de Wat Bot, Wang Thong et Phrom Phiram, avant de se jeter dans la Nan dans le sous-district de Chom Thong (district de Mueang Phitsanulok).
Elle fait partie du bassin fluvial de la Chao Phraya, qui se déverse dans le golfe de Thaïlande.

## Histoire
La Khwae Noi est depuis longtemps un axe de communication majeur de la province de Phitsanulok et des régions voisines. Comme la Nan, elle a permis le développement sur ses berges de communautés au mode de vie bien adapté, dont la culture a influencé les autres populations locales.

## Affluents
Ses principaux affluents sont l'Om Sing et la Fua.

## Barrage
À la fin du XXe siècle, en raison des changements climatiques et de la déforestation, la Khwae Noi a commencé à déborder à la saison des pluies, endommageant les terres agricoles ; elle apportait en outre des eaux trop abondantes à la Nan, ce qui provoquait aussi des dégâts plus en aval. À la saison sèche, au contraire, son niveau devenait trop bas pour l'irrigation. Pour cette raison a été lancé en 1996 dans le district de Wat Bot un Projet d'Initiative Royale de barrage sur la Kwae Noi. La construction du barrage a duré de 2003 à 2007.